# Bruna Genovese
Bruna Genovese (Montebelluna, 24 settembre 1976) è una maratoneta italiana, vincitrice della maratona di Tokyo del 2004.
Il suo record personale di 2h25"28 rappresenta la 4ª miglior prestazione italiana di tutti i tempi (alle spalle del 2h23'44" di Valeria Straneo (record italiano), del 2h23'47" di Maura Viceconte e del 2h25'17" della romana Franca Fiacconi), e la 349ª mondiale 

## Biografia
Ha partecipato a due edizioni dei Giochi olimpici, Atene 2004 e Pechino 2008. Nel 2011 l'atleta ha scelto di prendersi un anno di sosta a causa della maternità ed ha annunciato il suo rientro per il 2012, anno delle Olimpiadi di Londra 2012, a cui spera di partecipare per la terza volta .
Con la nazionale italiana si è laureata campionessa europea a squadre a Göteborg 2006 .

## Progressione
La Genovese è stata presente in 3 stagioni nella top 25 mondiale .
| Stagione | Risultato | Rank. Mond. | Luogo  | Data   |
| -------- | --------- | ----------- | ------ | ------ |
| 2001     | 2.25.35   | 19          | Tokyo  | Nov 18 |
| 2004     | 2.26.34   | 25          | Tokyo  | Nov 21 |
| 2006     | 2.25.28   | 22          | Boston | Apr 17 |

## Palmarès
| Anno | Manifestazione      | Sede      | Evento      | Risultato | Prestazione | Note |
| ---- | ------------------- | --------- | ----------- | --------- | ----------- | ---- |
| 2000 | Europei di cross    | Vilamoura | Cross lungo | 71ª       | 29'15"      |      |
| 2001 | Campionati mondiali | Edmonton  | Maratona    | 17ª       | 2h33'13"    |      |
| 2004 | Giochi olimpici     | Atene     | Maratona    | 10ª       | 2h32'50"    |      |
| 2006 | Campionati europei  | Göteborg  | Maratona    | 5ª        | 2h31'15"    |      |
| 2008 | Giochi olimpici     | Pechino   | Maratona    | 17ª       | 2h31'31"    |      |

## Campionati nazionali
2000
- 5ª ai campionati italiani assoluti, 10000 m piani - 34'14"68

2003
- 6ª ai campionati italiani di maratonina - 1h14'30"

2005
- Bronzo ai campionati italiani assoluti, 10000 m piani - 33'06"03
- 5ª ai campionati italiani assoluti, 5000 m piani - 16'23"26
- Oro ai campionati italiani di maratonina - 1h14'40"
- Oro ai campionati italiani di 10 km su strada - 33'15"

2010
- 5ª ai campionati italiani di 10 km su strada - 34'13"

## Altre competizioni internazionali
1999
- Bronzo alla Maratona di Venezia ( Venezia) - 2h31"06
- 17ª alla Cinque Mulini ( San Vittore Olona) - 19'30"

2001
- 9ª alla Maratona di Boston ( Boston) - 2h30'39"
- Bronzo alla Maratona di Tokyo ( Tokyo) - 2h25"35

2002
- 6ª alla Maratona di Boston ( Boston) - 2h29'02"
- 11ª alla Mezza maratona di Lisbona ( Lisbona) - 1h11'45"

2003
- 14ª alla Maratona di Londra ( Londra) - 2h32'58"
- 4ª alla Maratona di Tokyo ( Tokyo) - 2h34'32"

2004
- Oro alla Maratona di Tokyo ( Tokyo) - 2h26"34
- Argento alla Maratona di Roma ( Roma) - 2h29"03

2005
- Bronzo alla Maratona di Boston ( Boston) - 2h29"51
- 5ª alla Maratona di New York ( New York) - 2h27'15"

2006
- 4ª alla Maratona di Boston ( Boston) - 2h25'28"

2007
- 6ª alla Roma-Ostia ( Roma) - 1h18'42"

2008
- 6ª alla Maratona di Boston ( Boston) - 2h30'52"

2009
- Bronzo alla Maratona di Torino ( Torino) - 2h30"51
- 4ª alla Stramilano ( Milano) - 1h12'44"
- 7ª alla San Silvestre Vallecana ( Madrid) - 34'33"

2010
- 5ª alla Maratona di Boston ( Boston) - 2h29'12"